# Ued Lau
Ued Lau o Adeláu (en árabe: واد لاو‎, Wād Lāw; en amazig, ⴰⵙⵉⴼ ⵏ ⵍⴰⵡ Asif n Law; en francés, Oued Laou) es una comuna marroquí situada en el norte de Marruecos en la costa mediterránea. Las dos ciudades más cercanas son Tetuán al noroeste y Chauen al sudoeste. En el año 2014 la ciudad tenía 9548 habitantes (cifra del censo).
El pueblo recibe este nombre por el río homónimo que toma su fuente en las montañas del Rif cerca de Chauen.

## Geografía física

### Localización
Ued Lau se encuentra a 46 km al sureste de Tetuán.

## Demografía
Según el último censo realizado por el Alto Comisionado de Planificación, Bouguedra tenía en el año 2014 una población total de 9 548 habitantes. Todos ellos residen en un único núcleo de población.

## Historia
En el valle de Ued Lau, a unos 9 kilómetros de la localidad, se ubica el yacimiento de Kach Kouch, testimonio de la ocupación de la zona por poblaciones locales que mantuvieron contactos con los fenicios en torno al siglo VII a. C.

## Economía

### Empleo
La población activa está formada fundamentalmente por varones. El 79.4 % de los varones se encuentran empleados o en búsqueda de empleo, mientras que solo el 16.9 % de las mujeres buscan o disponen de empleo.
La tasa de desempleo se situaba en el año 2014 en el 15.9 %. Entre la población masculina, la tasa de desempleo se situaba en el 11.8 %, mientras que entre las mujeres esta tasa se incrementa hasta el 35.8 %.

## Transportes
Por Ued Lau pasan la carretera nacional N16 y la provincial P4105.

## Abastecimiento
El 89.1 % de los hogares dispone de electricidad. El 78.8 % dispone de agua corriente y el 48.4 % cuenta con conexión a una red de alcantarillado público.

## Educación
La tasa de analfabetismo se sitúa en Bouguedra en el 29 %. Existe una importante diferencia entre la población masculina y la femenina. El 19.3 % de los varones no saben leer ni escribir, mientras que en el caso de las mujeres este porcentaje sube al 39 %.
La tasa de escolarización entre los niños de 7 a 12 años se sitúa en el 97.7 %. En este caso no existe una diferencia significativa entre varones y mujeres: un 97.6 % entre los niños y un 97.8 % entre las niñas.